# هكتور دانيال
هكتور دانيال (بالإنجليزية: Hector Daniel)‏ هو عسكري جنوب أفريقي، ولد في 1898 في Senekal ‏ في جنوب أفريقيا، وتوفي في 28 ديسمبر 1953 في بريتوريا في جنوب أفريقيا.